# رؤیاهای دم صبح
رؤیاهای دم صبح مستند بلند سینمایی است به کارگردانی و تهیه‌کنندگی مهرداد اسکویی که در سال ۲۰۱۶ ساخته شده‌است. این فیلم در سی و چهارمین دوره جشنواره فیلم فجر و شصت و ششمین دوره جشنواره بین‌المللی فیلم برلیناله آلمان در بخش مسابقه (رده سنی ۱۴+) برگزیده شده‌است و مهرداد اسکویی در جشنواره ترو فالس آمریکا با بردن جایزه ترو ویژن به عنوان برترین مستندساز سال ۲۰۱۶ در جهان برگزیده شد.
این فیلم از جشنواره‌های مهمی چون شصت و ششمین جشنواره فیلم برلین، جشنواره True & False (بخش True vision), نوزدهمین جشنواره فیلم مستند Full Frame, سی و چهارمین دوره جشنواره فیلم فجر و نهمین جشنواره بین‌المللی سینما حقیقت و کشورهایی چون: مولداوی، لهستان، پرتغال، آلمان و آمریکا جوایز معتبری را به خود اختصاص داده‌است. عفو بین‌الملل جایزه سال ۲۰۱۶ خود در چارچوب برلیناله را به این مستند دربارهٔ دختران ساکن کانون اصلاح و تربیت شهر زیبای تهران اهدا کرد. همچنین این فیلم در فهرست نشریه معتبر ویلج ویس آمریکا از بین ۲۵ فیلم برتر سال ۲۰۱۷ در جهان، رتبه هفتم را از آن خود کرد. در عین حال فیلم مستند سینمایی «رویاهای دم صبح» از سوی وب سایت سینمایی متاکریتیک با امتیاز ۸۵ از ۱۰۰، در رتبه سی‌ونهم برترین فیلم سال ۲۰۱۷ در جهان قرار گرفت. این فیلم تا کنون ۳۳ جایزه ملی و بین‌المللی دریافت کرده‌است.

## خلاصهٔ فیلم
رویاهای دم صبح دربارهٔ نوجوانان دختر زیر ۱۸ سالی است که در کانون اصلاح و تربیت شهر زیبای تهران تحت نظارت هستند. این فیلم سومین قسمت از مستندهای سه گانهٔ مهرداد اسکویی است. قسمت اول «روزهای بی تقویم» و قسمت دوم «آخرین روزهای زمستان» نام دارند. صدور مجوز ساخت این فیلم ۷ سال به طول انجامید که در نهایت مهرداد اسکویی در زمستان سال ۱۳۹۲ با حمایت کانون اصلاح و تربیت موفق به دریافت مجوز ساخت فیلم شد.

## نمایش در دانشگاه‌ها
رویاهای دم صبح در چندین دانشگاه داخلی و خارجی به نمایش درآمده از جمله:
دانشگاه وسترن سیدنی استرالیا «آنتنا»، دانشگاه ویلیامز کالج، ویلیامز تاون، آمریکا ۲۰۱۶، کانون امداد دانشجویی امام علی (ع) باشگاه دانشجویان اداره کل فرهنگی و اجتماعی، نود و پنجمین نشست یکشنبه‌های انسان‌شناسی و فرهنگ، دانشکده علوم اجتماعی دانشگاه علامه طباطبائی به مناسبت روز جهانی زن نشست پژوهشی «سینمای مستند و آسیب‌های اجتماعی»، موزه سینما دانشکده حقوق و علوم سیاسی دانشگاه تهران، جشنوارهٔ فیلم مستند مونترال، کانادا، ۲۰۱۶ موزه تصویر متحرک، نیویورک، آمریکا ۲۰۱۷، موزه هنرهای زیبای دانشگاه بوستون، آمریکا ۲۰۱۷، سینماتِک دانشگاه ویسکانسین آمریکا ۲۰۱۷، دانشگاه ایروین کالیفرنیا، اورنج کانتی، آمریکا ۲۰۱۷

## جشنواره‌ها
- شانزدهمین جشنواره بین‌المللی فیلم پیونگ یانگ، کره شمالی، ۱۹ الی ۲۸ سپتامبر ۲۰۱۸[۲۳]
- چهارمین جشنواره فیلم مستند، «بخش رقابتی» بوداپست، مجارستان، ۲۳ تا ۲۸ ژانویه ۲۰۱۸[۲۴]
- بیست و نهمین جشنواره بین‌المللی فیلم کارتاژ، تونس، ۳ تا ۱۰ نوامبر، ۲۰۱۸[۲۵]
- دانشگاه هامبولت، دانشکدهٔ دین‌شناسی، برلین، آلمان، ۳ تا ۱۴ دسامبر، ۲۰۱۸[۲۶]
- جشنواره فیلم شب‌های حقوق بشر، بولونیا، ایتالیا، ۴ تا ۱۳ می، ۲۰۱۸[۲۷]
- جلسات فیلم مستند Melionnec، فرانسه، ۲۸ ژوئن تا ۱ آگوست، ۲۰۱۸[۲۸]
- سیزدهمین جشنوارهٔ بین‌المللی فیلم شرقی ژنو، سوئیس، ۲۱ تا ۲۹ آپریل ۲۰۱۸[۲۹]
- پنجمین جشنوارهٔ جهانی فیلم شِربروک، کِبک، کانادا، ۹ تا ۱۵ اپریل، ۲۰۱۸[۳۰]
- سومین دوره گردهمایی زمستانی سینمای مستند، گرینان، فرانسه، ۱۹ تا ۲۷ ژانویه ۲۰۱۸[۳۱]
- انجمن فیلم مستند چین، اولین جشنوارهٔ بین‌المللی فیلم مستند راه ابریشم، ۲ دسامبر، ۲۰۱۷[۳۲]
- بیست وهفتمین جشنواره «TRACES DE VIES»، کلرمون فران، فرانسه، ۲۷ تا۳ نوامبر، ۲۰۱۷[۳۳]
- هفتمین جشنواره فیلم‌های مستند کودکان جهان، فرانسه، پاریس، ۱۶ تا ۱۸ نوامبر ۲۰۱۷[۳۴]
- بیست‌ودومین جشنواره فیلم «مؤلف رباط»، مراکش، رباط، ۲۷ اکتبر تا ۴ نوامبر، ۲۰۱۷[۳۵]
- بیست وپنجمین جشنواره بین‌المللی فیلم «ملاقات با جنون»، کانادا، اوتاوا، ۳ تا ۱۱ نوامبر، ۲۰۱۷[۳۶]
- دوازدهمین دوره جشنواره فیلم «پراوو لودسکی»، سارایوو، ۸ تا ۱۳ نوامبر، ۲۰۱۷[۳۷]
- جشنواره فیلم «یاماگاتا»، بخش «جریان‌های نوی آسیا»، ژاپن، ۲۰۱۷[۳۸]
- بیست‌وچهارمین جشنواره بین‌المللی فیلم «آدانا»، ترکیه، ۲۰۱۷[۳۹]
- جشنواره بین‌المللی کودکان روستایی، لوکزامبورگ، تازیخ اکران: ۲۳ نوامبر،[۴۰]
- جشنواره بین‌المللی فیلم نیوزلند، ۱۴جولای تا ۷ آگوست، ۲۰۱۷[۴۱]
- جشن سینمای ایران در دانشگاه کالیفرنیا، اروین، ایالات متحدهٔ آمریکا، ۲۵ تا ۲۷ آگوست، ۲۰۱۷[۴۲]
- جشنواره فیلم Résistances، فرانسه، ۷ تا ۱۵ جولای، ۲۰۱۷ (بخش ویژهٔ Les Visages de la Violence)[۴۳]
- جشنواره بین‌المللی فیلم «حقوق بشر»، فورت کالینز، ایالت کلرادو، آمریکا، ۲۰۱۷[۴۴]
- جشنواره «فیلم‌های محبوب برلین»، آلمان، ۲۰۱۷[۴۵]
- چهل و پنجمین جشنوارهٔ روبرویی فرهنگی سینمای دو شهر Digne-Les-Bains & Alpes-de-Haute، فرانسه ۲ تا ۵ می، ۲۰۱۷[۴۶]
- دوازدهمین جشنواره بین‌المللی فیلم «Move It»، درسدن، آلمان، ۲۰۱۶[۴۷]
- جشنواره بین‌المللی «اکس گرواند»، ویسبادن، آلمان، ۲۰۱۶[۴۷]
- دهمین دوره جشنواره فیلم لیبرته، بخش بین‌الملل، بروکسل، بلژیک، ۲۰ تا ۲۹ اکتبر[۴۸]
- جشنواره فیلم «اینکانوینینت» (Inconvenient)، بخش ویژه فیلم‌هایی از خاورمیانه، لیتوانی، ۱۳ اکتبر تا ۸ نوامبر ۲۰۱۶[۴۸]
- بیستمین جشنواره فیلم شب‌های تالین، استونیا، ۱۱ تا ۲۷ نوامبر، ۲۰۱۶[۴۹]
- بیست و یکمین جشنواره سینمای مستند، (Cinéma Le Méliès à Montreuil)، فرانسه، تاریخ اکران: ۵ نوامبر ۲۰۱۶[۵۰]
- دهمین جشنواره سینمایی آسیا پاسیفیک (بخش مستند بلند)، بریزبن، استرالیا، ۲۴ نوامبر ۲۰۱۶[۵۱]
- شصتمین جشنواره بین‌المللی فیلم لندن (بخش مستند بلند)، لندن، انگلستان، ۵ تا ۱۶ اکتبر، ۲۰۱۶[۵۲]
- بیست و ششمین جشنواره فیلم مستند جشنواره پیامی به بشریت، روسیه، ۲۳ سپتامبر تا ۲ اکتبر، ۲۰۱۶[۵۳]
- جشنواره بین‌المللی فیلم برگن، برگن، نروژ، ۲۰ تا ۲۸ سپتامبر، ۲۰۱۶[۵۴]
- جشنواره بین‌المللی فیلم مستند آنتنا، سیدنی، استرالیا، ۱۰ تا ۱۶ سپتامبر، ۲۰۱۶[۵۵]
- هفته فیلم مستند برلین، برلین، آلمان، ۱ تا ۷ سپتامبر، ۲۰۱۶[۵۶]
- جشنواره فیلم داکیوفست کوزوو، پریزرن، کوزوو، ۵ تا ۱۳ آگوست، ۲۰۱۶[۵۷]
- شصت و پنجمین جشنواره بین‌المللی فیلم ملبورن، ملبورن، استرالیا، ۲۸ ژوئیه تا ۱۴ اگوست، ۲۰۱۶[۵۸]
- جشنواره بین‌المللی فیلم کارگردانان جدید، فیلم‌های جدید، اسپینیو، پرتغال، ۲۰ تا ۲۷ ژوئن، ۲۰۱۶[۵۹]
- بخش ویژه سی و نهمین جشنواره بین‌المللی کوتاه نروژ، ۸ تا ۱۲ ژوئن، ۲۰۱۶[۶۰]
- جشنواره فیلم‌های ایرانی، موزه سینمای فرانکفورت، فرانکفورت، آلمان، ۴ و ۵ ژوئن، ۲۰۱۶[۶۱]
- چهارمین جشنواره بین‌المللی فیلم کودک و نوجوان ورشو، ورشو، لهستان، ۱ تا ۱۲ ژوئن، ۲۰۱۶[۶۲]
- سومین جشنواره فیلم‌های ایرانی کلن، کلن، آلمان، ۲۶ تا ۲۹ می، ۲۰۱۶[۶۳]
- سیزدهمین دوره جشنواره فیلم مستند کرونوگراف، گیشناو، مولداوی، ۱۲ تا ۱۸ می، ۲۰۱۶[۶۴]
- سی و یکمین جشنواره بین‌المللی فیلم مستند داک فست، مونیخ، المان، ۵ تا ۱۵ می، ۲۰۱۶[۶۵]
- جشنواره بین‌المللی فیلم مستند هات داکس، تورنتو، کانادا، ۲۸ آوریل تا ۸ می، ۲۰۱۶،[۶۶]
- جشن سینمایی تصویر سال، تهران، ایران، ۲۰۱۶
- دانشگاه ویلیامز کالج، ویلیامز تاون، آمریکا، ۲۰۱۶[۶۷]
- سی و چهارمین جشنواره بین‌المللی فیلم فجر، تهران، ایران، ۲۰۱۶[۶۸]
- نوزدهمین جشنواره «فول‌فریم»، کالیفرنیای شمالی، آمریکا، ۷ تا ۱۰ آوریل، ۲۰۱۶[۶۹]
- جشنواره بین‌المللی اینک خاورمیانه، فلورانس، ایتالیا، ۲۰۱۶[۷۰]
- جشنواره بین‌المللی فیلم مستند آمبولانته، مکزیکو، ۳۱ مارچ تا ۲ ژوئن، ۲۰۱۶[۷۱]
- هجدهمین جشنواره بین‌المللی فیلم مستند تسالونیکی، تسالونیکی، یونان، ۱۱ تا ۲۰ مارچ، ۲۰۱۶[۷۲][۷۳]
- هجدهمین جشنواره بین‌المللی وان ورلد، پراگ، چک، ۷ تا ۱۶ مارچ، ۲۰۱۶[۷۴]
- هفدهمین جشنواره بین‌المللی فیلم مستند تمپو، استکهلم، سوئد، ۱۳–۷ مارچ، ۲۰۱۶[۷۵][۷۶]
- سیزدهمین جشنواره بین‌المللی «True/False» آمریکا، ۲۰۱۶[۷۷]
- شصت و ششمین جشنواره بین‌المللی فیلم برلین، بخش مسابقه نسل نو، آلمان۲۰۱۶[۷۸]
- نهمین جشنواره بین‌المللی فیلم مستند سینما حقیقت، بخش مسابقه ملی، تهران، ایران، ۱۳۹۴[۷۹]

## جوایز
- جایزه بهترین مستند از جشنواره فیلم‌های شرقی ژنو، سویس، ۲۰۱۸[۸۰]
- برندهٔ تندیس دایرهٔ طلایی بهترین اثر مستند از جشنواره سینمای جهان، کبک، کانادا، ۲۰۱۸[۸۱]
- برندهٔ دو جایزهٔ بهترین فیلم از نگاه هیئت داوران جوان و بهترین فیلم به انتخاب هیئت داوران نوجوان در «بخش رقابتی»، بوداپست، مجارستان، ۲۳ تا ۲۸ ژانویه، ۲۰۱۸[۸۲]
- جایزه بهترین فیلم از جشنواره مستند «TRACES DE VIES»، کلرمون فران، فرانسه، ۲۰۱۷[۸۳]
- جایزه بهترین مستند در چهارمین جشنواره بین‌المللی «راه ابریشم»، چین، پکن، ۲۰۱۷[۸۴]
- لوح تقدیر ویژه هیئت داوران از دوازدهمین دوره جشنواره فیلم «پراوو لودسکی»، سارایوو، ۲۰۱۷[۸۵]
- جایزه بهترین فیلم از نظر تماشاگران در بیست‌ودومین دوره فستیوال «سینمای مؤلف»، رباط، مراکش، ۲۰۱۷[۸۶]
- جایزه بهترین فیلم از نگاه هیئت داوران جوان جشنواره فیلم مستند «زاگرب داکس»، کرواسی، ۲۰۱۷[۸۷]
- جایزه پار لورنتز از انجمن بین‌المللی مستند (آی دی اِی)، لس آنجلس، آمریکا، ۲۰۱۶[۸۸]
- جایزه بهترین فیلم بلند مستند دهمین دوره جشنواره سینمایی آسیاپاسیفیک، بزرگترین جشنواره فیلم در منطقه آسیا و اقیانوسیه، بریزبن، استرالیا، ۲۴ نوامبر ۲۰۱۶[۸۹]
- جایزه بهترین فیلم از دوازدهمین جشنواره بین‌المللی فیلم «Move It»، درسدن، آلمان، ۲۰۱۶[۴۷]
- جایزه بهترین فیلم با موضوع جوانان و جایزه بهترین فیلم از نگاه تماشاگران، جشنواره بین‌المللی «اکس گرواند»، ویسبادن، آلمان، ۲۰۱۶[۴۷]
- جایزه «اسمارت‌بی» (SMartBe)از دهمین دوره جشنواره فیلم لیبرته، بخش بین‌الملل، بروکسل، بلژیک، ۲۰ تا ۲۹ اکتبر[۹۰]
- جایزه بهترین فیلم از نگاه داوران نوجوان، در جشنواره بین‌المللی «اکس گرواند»، ویسبان آلمان ۲۰۱۶
- جایزه بهترین فیلم از نگاه داوران جوان از سی‌ویکمین جشنواره فیلم‌های مستقل «اوزنابروک»، آلمان، ۱۹ تا ۲۳ اکتبر ۲۰۱۶[۹۱]
- جایزه ویژه هیئت داوران از جشنواره فیلم مستند استرالیا «آنتنا»، سیدنی، استرالیا، ۱۱ تا ۱۶ اکتبر[۹۲]
- جایزه بهترین مستند بلند از شصتمین جشنواره بین‌المللی فیلم لندن، لندن، انگلستان، ۵ تا ۱۶ اکتبر، ۲۰۱۶[۹۳][۹۴]
- جایزه بهترین فیلم مستند از جشنواره فیلم مستند هات اسپرینگز، آرکانزاس، ایالت متحده آمریکا، اکتبر ۲۰۱۶[۹۵]
- جایزه بهترین فیلم مستند بلند از دوازدهمین جشنواره بین‌المللی فیلم پیامی به بشریت، سن پترزبورگ، روسیه، ۲۰۱۶[۵۳]
- جایزه ویژه هیئت داوران بخش حقوق بشر جشنواره فیلم داکیوفست کوزوو، پریزرن، کوزوو، ۱۳ تا ۵ آگوست، ۲۰۱۶[۵۷]
- برنده جایزه بهترین فیلم مستند از نگاه تماشاچیان، جشنواره فیلم فست «کارگردانان جدید، فیلم‌های جدید»، پرتغال، ۲۰۱۶[۹۶]
- برنده جایزه ویژه هیئت داوران جشنواره فیلم فست «کارگردانان جدید، فیلم‌های جدید»، پرتغال، ۲۰۱۶[۹۶]
- برنده جایزه ویژه هیئت داوران جوان چهارمین جشنواره بین‌المللی فیلم کودک و نوجوان ورشو، لهستان، ۲۰۱۶[۹۷]
- برنده تندیس و جایزه بزرگ از سیزدهمین دوره جشنواره فیلم مستند کرونوگراف، مولداوی، ۲۰۱۶[۶۴]
- برنده جایزه ویژه جشنواره کرونوگراف برای توجه دادن و شناساندن حقوق زنان، سیزدهمین دوره جشنواره فیلم مستند کرونوگراف، مولداوی، ۲۰۱۶[۹۸]
- جایزه بهترین فیلمبرداری از سیزدهمین دوره جشنواره فیلم مستند کرونوگراف، مولداوی، ۲۰۱۶[۹۹]
- جایزه بزرگ نانوک برای بهترین فیلم مستند از سی و پنجمین جشنواره بین‌المللی فیلم مستند انسان‌شناسی « ژان روش»، پاریس، فرانسه،۲۰۱۶[۱۰۰]
- جایزه بزرگ هیئت داوران، نوزدهمین دوره جشنواره «فول‌فریم»، آمریکا، ۲۰۱۶[۱۰۱]
- جایزه بهترین فیلم الهام بخش، نوزدهمین دوره جشنواره «فول‌فریم»، آمریکا، ۲۰۱۶[۱۰۲]
- جایزه ترو ویژن اوارد (بهترین مستندساز سال جهان) را از جشنواره، «True/False» آمریکا، ۲۰۱۶[۷۷]
- جایزه عفو بین‌الملل سال ۲۰۱۶ جشنواره برلین، آلمان[۱۰۳]
- برنده سیمرغ بلورین بهترین کارگردانی فیلم مستند از سی و چهارمین دوره جشنواره فیلم فجر[۱۰۴]
- جایزه بهترین کارگردانی (مهرداد اسکویی)، نهمین جشنواره بین‌المللی فیلم مستند سینما حقیقت، ایران، ۱۳۹۴[۱۰۵]
- جایزه بهترین تصویر برداری (محمد حدادی)، نهمین جشنواره بین‌المللی فیلم مستند سینما حقیقت، ایران، ۱۳۹۴[۱۰۵]
- جایزه بهترین موسیقی (افشین عزیزی)، نهمین جشنواره بین‌المللی فیلم مستند سینما حقیقت، ایران، ۱۳۹۴[۱۰۵]

### نامزدی‌ها
- کاندیدای مستند بلند دهمین جشنواره سینمایی آسیا پاسیفیک (بخش مستند بلند)، بریزبن، استرالیا، ۲۴ نوامبر ۲۰۱۶[۵۱]
- کاندیدای جایزه بهترین فیلم مستند، جشنواره «داک فِست»، مونیخ، آلمان، ۲۰۱۶[۱۰۶]
- کاندیدای جایزه بهترین فیلم مستند (مهرداد اسکویی)، سی و چهارمین دوره جشنواره فیلم فجر، ایران، ۱۳۹۴[۱۰۷]
- کاندیدای جایزه بهترین کارگردانی فیلم مستند (مهرداد اسکویی)، سی و چهارمین دوره جشنواره فیلم فجر، ایران، ۱۳۹۴[۱۰۷]
- کاندیدای جایزه بهترین دستاورد فنی و هنری (محمد حدادی)، سی و چهارمین دوره جشنواره فیلم فجر، ایران، ۱۳۹۴[۱۰۷]
- کاندیدای جایزه بهترین طراحی صدا و صدابرداری (حسین مهدوی، پارسا کریمی)، نهمین جشنواره بین‌المللی فیلم مستند سینما حقیقت، ایران، ۱۳۹۴[۱۰۸]
- کاندیدای جایزه بهترین فیلم، نهمین جشنواره بین‌المللی فیلم مستند سینما حقیقت، ایران، ۱۳۹۴[۱۰۸]
- کاندیدای جایزه بهترین تدوین (امیر ادیب پرور)، نهمین جشنواره بین‌المللی فیلم مستند سینما حقیقت، ایران، ۱۳۹۴[۱۰۸]
- کاندیدای تندیس برای بهترین فیلم (مهرداد اسکویی)، نهمین جشنواره بین‌المللی فیلم مستند سینما حقیقت، ایران، ۱۳۹۴[۱۰۸]

## نقد و نظر
- نقد پویا نبی (از انجمن منتقدین سینمای ایران)

«رویاهای دم صبح» ادامه منطقی مهرداد اسکوئی در مستند «روزهای بی تقویم» است. این فیلم با تمرکز بر زندگی چند دختر نوجوان در کانون اصلاح و تربیت و دنبال کردن زندگی آن‌ها در پایان به شناخت جامعه شناسانه‌ای می‌رسد که فراتر از چند داستانک جذاب عمل می‌کند. داستان پردازی درست در حیطه مستند که در آثار مستند سینمای ایران کم‌تر شاهد آن هستیم و درام پردازی در مستند آخر مهرداد اسکوئی تحسین‌برانگیز است. مهرداد اسکوئی با هوشمندیِ تمام فیلم را با یک فصل دسته جمعی در حیاط کانون اصلاح و تربیت آغاز می‌کند که جمعی از دختران در حال برف بازی و خواندن سرودهای دست جمعی هستند که بیننده در برخورد اول فکر می‌کند قرار است بیان شادی از محیطی تاریک را ببیند اما اندکی بعد مهرداد اسکوئی به آن سوی میله‌های کانون اصلاح و تربیت می‌رود و بیننده را با روح و شخصیت واقعی شخصیت‌ها آشنا می‌کند. امیر ادیب پرور با شناخت درست ریتم، چنان انسجام تدوینی به کار بخشیده‌است که تقریباً می‌توان گفت لحظه‌ای در فیلم اضافه نیست. کات‌های درست و به موقع، تسلط ادیب پرور در خلق لحظاتی که اسکوئی در نظر داشته‌است، را نشان می‌دهد.
- نقد بن کینزبرگ (از نیویورک تایمز)

فیلم رویاهای دم صبح با صحنه انگشت نگاری دختر تازه‌واردی به کانون بازپروری نوجوانان بزهکار آغاز می‌شود و در ادامه با صحنه‌های خداحافظی دخترانی که در حال آزاد شدن از مرکز هستند و شرح زندگی هریک روایت می‌شود. این مستند تاثربرانگیز، درون دیوارهای کانون اصلاح و تربیت را با تمام امیدها، ترس‌ها و شاعرانگی غریبش به تصویر می‌کشد. گرچه فیلم رؤیاها در وجوهی یادآور فیلم فردریک وایزمن در مورد نهادهاست نقش مهرداد اسکویی در جایگاه کارگردان نوعی فشار مداوم را در فضا ایجاد می‌کند. دو دخترِ فیلم به نام‌های مستعار "هیچ کس" و "۶۵۱" با اسکویی در مورد موضوعاتی مثل مواد مخدر یا استفاده از چاقو به راحتی بحث می‌کنند، بقیه ظاهراً تمایل چندانی برای نگاه کردن به دوربین ندارند. با اینکه فیلم اینگونه تلقین می‌کند که کانون اصلاح و تربیت که دختران در آنجا می‌توانند برف بازی یا گلکاری کنند با آن‌ها مهربانتر از دنیای بیرون است اما رهایی از مرکز و ورود به دنیای بیرون هم مملو از امید و شروع نو است؛ بنابراین اینکه فیلم "رویاهای دم صبح" احساساتی متناقض را در تماشاگر ایفا می‌کند امری از پیش طراحی شده توسط کارگردان است تا بیینده در این چالش گرفتار شود که برای دختران هم سخت است که نخواهند از کانون بیرون بروند و هم دشوار است که چشم‌اندازی امیدبخش به جهانِ بیرون داشته باشند.
- ترنس‌فیوژ، کاییه دو سینما (از فرانسه)

ترنس فیوژ به این مستند پنج ستاره داده و آن را تلاشی بزرگ در نمایش سینمای انسان‌گرایانه خوانده‌است. کاییه دو سینما هم سه ستاره به فیلم داده و نوشته با وجود اینکه رنگی از درد و رنج دارد، در عین حال از شوخ‌طبعی خوبی هم استفاده می‌کند.
- نقد ناصر فکوهی (جامعه‌شناس و انسان‌شناس، عضو هیت علمی دانشگاه تهران)

آنچه در مستند «رویاهای دم صبح» می‌بینیم، سطحی‌ترین لایه از داستان غم‌انگیز و مصیبت بار بخشی از دختران و زنان ایرانی است؛ چراکه این فیلم تنها بخشی از زندگی دختران بِزهکار است که اسکویی به عنوان یک مستندساز می‌توانست به آن‌ها اشاره کند. اما واقعیت این است آنچه در فیلم مشاهده می‌کنیم پشت صحنه واقعیت زندگی این دختران است و اسکویی هم به دلایل اخلاقی و هم مسائل دیگر نمی‌توانست به جنبه‌های دیگر زندگی آن‌ها بپردازد بنابراین معتقدم لایه‌های سطحی و غم‌انگیز این زخم پیش روی مخاطب قرار گرفته‌است.
وقتی دختران این فیلم به جامعه بیرون از زندان فکر می‌کنند، زندان برای آن‌ها حکم بهشت را پیدا می‌کند و معتقدم آنچه در فیلم می‌بینیم بلایی است که یک جامعه زن‌ستیز و مردسالار بر سر دختران آورده‌است. چراکه زندگی هریک از این دختران یک تراژدی بزرگ است